# Nakdong

Nakdong.

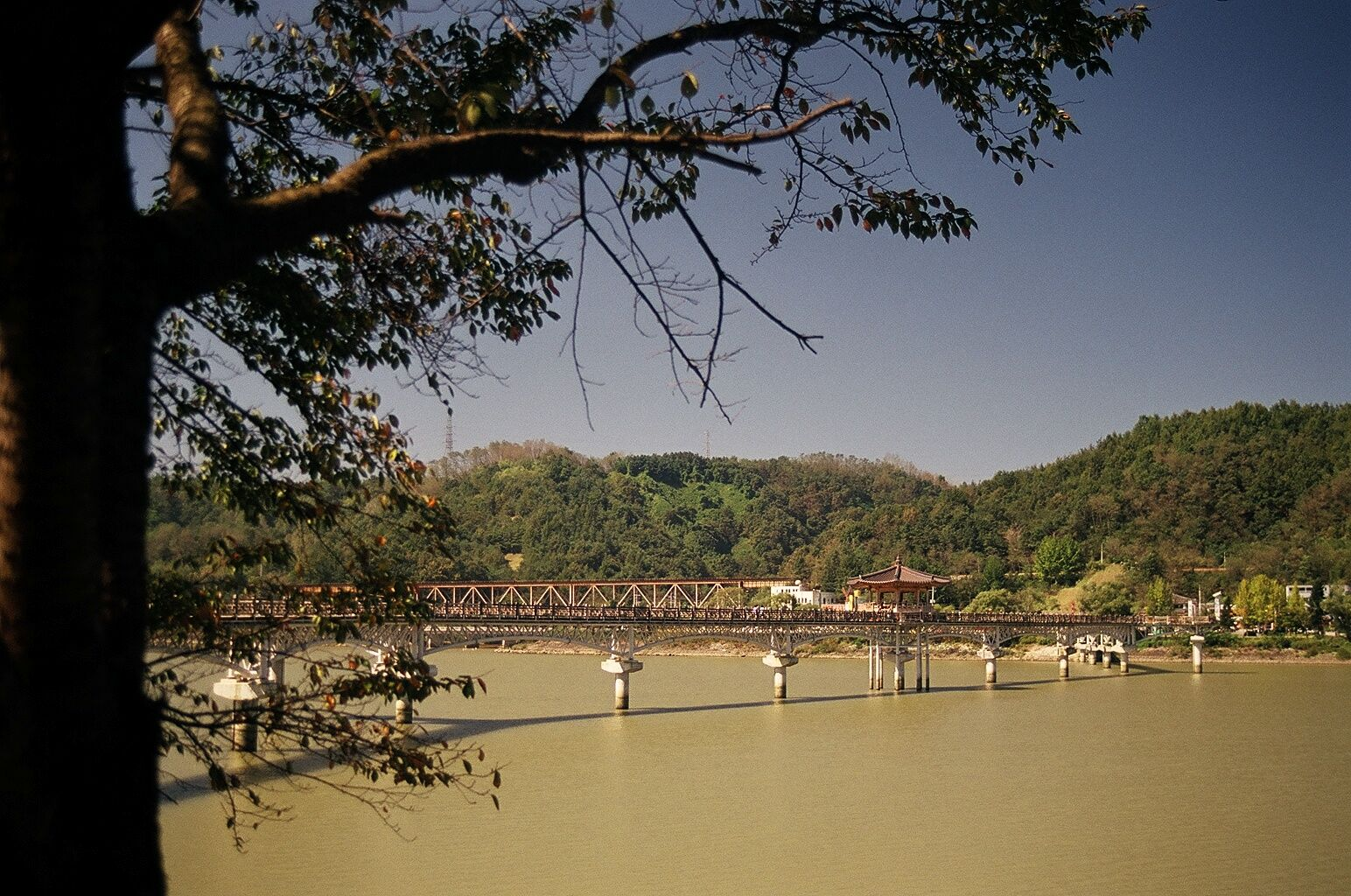
En bro över Nakdonggang

Nakdong (koreanska:Nakdonggang) är en flod i Sydkorea. Den är ungefär 506 kilometer lång, vilket gör den till den längsta floden i hela Sydkorea. Den har sin källa i Taebaekbergen vid Taebaek och rinner sedan ut i Koreasundet vid Busan. Den passerar bland annat städerna Daegu och Busan. Tillsammans med sina bifloder dränerar större delen av Norra Gyeongsang och Södra Gyeongsang samt delar av Norra Jeolla, Södra Jeolla och Gangwon. Det totala avrinningsområdet är 23 384 km².
Nakdong har spelat en viktig roll i Koreas historia. Lämningar från neolitikum har återfunnits vid ett flertal platser. Området beboddes århundradet efter Kristus av Byeonhanstammar. Det erövrades sedan av Gayastammen, som sedan blev besegrad av Silla. Under den tiden utvecklades floden till en viktig transportled och en viktig kommersiell vattenväg, bland annat till Japan. 
Vid floden finns det mycket våtmarker med ett antal sällsynta och hotade arter, för det mesta fåglar, fiskar och växter. Nakdongs med biflodernas flodvatten är en viktig dricksvattenkälla för många människor längs floden. Vattenföroreningar är dock ett allvarligt problem. Floden föder också många genom fiske och dränering. Ett antal sniglar och malartade fiskar tas från floden och används i lokal matlagning. Vid Andong har det också byggts en del vattenkraftverk. Sydkoreas president Lee Myung-Bak har också uttalat sig om att floden kan bli föremål för ett kanalbygge, som ska knyta Seoul och Busan till varandra. Trots trafiken och byggnationerna vid floden har djurlivet klarat sig bra.